# Liridon Latifi
Liridon Latifi (Pristina, 1994. február 6. –) albán válogatott labdarúgó, a KF Tirana játékosa. Érdekesség, hogy a 2020-2021-es szezonban egyetlen NB1-es mérkőzésen sem lépett pályára, hanem a harmadosztályban szereplő Puskás Akadémia FC II.-ben játszik ideiglenesen. Nemrég a médiában megjelent egy cikk a fizetéséről, miszerint a harmadosztályban is 25 000 euró körüli fizetést kap.

## Pályafutása

### Klub
A Prishtina csapatától igazolt a KF Skënderbeu együtteséhez. 2017 nyarán a magyar Puskás Akadémia csapatához igazolt.

### Válogatott
2017. március 24-én Olaszország elleni világbajnoki selejtezőn debütált az albán válogatottban.

### Mérkőzései az albán válogatottban
| #  | Dátum             | Ellenfél               | Eredmény | Kiírás              | Esemény |
| -- | ----------------- | ---------------------- | -------- | ------------------- | ------- |
| 1. | 2017. március 24. | Olaszország            | 0 – 2    | Vb-selejtező        | 88'     |
| 2. | 2017. március 28. | Bosznia és Hercegovina | 1 – 2    | barátságos mérkőzés | 71'     |
| 3. | 2017. június 4.   | Luxemburg              | 1 – 2    | barátságos mérkőzés | 77'     |
| 4. | 2017. október 6.  | Spanyolország          | 0 – 3    | Vb-selejtező        | 66'     |
| 5. | 2017. október 9.  | Olaszország            | 0 – 1    | Vb-selejtező        | 76'     |

## Statisztika

### Válogatott
2017. augusztus 25.
| Albánia  | Albánia | Albánia |
| Év       | Mérk.   | Gólok   |
| -------- | ------- | ------- |
| 2016     | 0       | 0       |
| 2017     | 3       | 0       |
| Összesen | 3       | 0       |

## Sikerei, díjai
KF Skënderbeu
- Koszovói első osztály ezüstérmes: 2013–14

 KF Skënderbeu
- Albán bajnok: 2014-15, 2015-16
- Albán kupa ezüstérmes: 2016–17
- Albán szuperkupa ezüstérmes: 2015, 2016

 Vllaznia
- Albán kupagyőztes: 2021–22

Egyéni
- Albán Szuperliga A szezon tehetsége: 2015-16